# Suoyarvi
Suoyarvi (ruso: Суоя́рви; carelio: Suojärvi) es una ciudad de la república rusa de Carelia, capital del raión homónimo en el suroeste de la república.
En 2019, la localidad tenía una población de 8781 habitantes.
Se conoce la existencia de la localidad desde 1589, cuando se menciona como un pogost con el nombre de "Shuyezersk" (ruso: Шуезе́рск). En 1617, el tratado de Stolbovo incluyó al pueblo en el Imperio sueco, pero tras el tratado de Nystad de 1721 pasó a formar parte del Imperio ruso, que en 1811 lo integró en el gran ducado de Finlandia. En la guerra de Invierno de 1940, la Unión Soviética anexionó este territorio hasta entonces finlandés y le dio a la localidad el estatus de ciudad.
Se ubica en una zona lacustre unos 100 km al oeste de la capital republicana Petrozavodsk.